# Bandipora
Bandipora (ook gespeld als Bandipore) is een stad en “notified area” (gemeente) in het Indiase unieterritorium Jammu en Kasjmir. Het is de hoofdplaats van het district Bandipora.

## Demografie
Volgens de Indiase volkstelling van 2001 wonen er 25.714 mensen in Bandipore, waarvan 54% mannelijk en 46% vrouwelijk is. De plaats heeft een alfabetiseringsgraad van 51%.